# سفتریاکسون
سفتریاکسون، یک آنتی‌بیوتیک از گروه سفالوسپورین‌های نسل سوم است که برای درمان شماری از عفونت‌های باکتریایی به‌کار می‌رود. این موارد شامل عفونت گوش میانی، اندوکاردیت، مننژیت، ذات‌الریه، عفونت‌های استخوان و مفاصل، عفونت‌های درون‌شکمی، عفونت‌های پوستی، عفونت‌های دستگاه ادراری، سوزاک و بیماری التهابی لگن می‌شود. گاهی از این دارو پیش از جراحی یا پس از زخم ناشی از گازگرفتگی برای پیشگیری از عفونت استفاده می‌شود. سفتریاکسون از راه تزریق وریدی یا تزریق عضلانی تجویز می‌شود.
عوارض جانبی رایج این دارو شامل درد در محل تزریق و واکنش‌های آلرژیک است. از دیگر عوارض ممکن می‌توان به اسهال ناشی از کلستریدیوم دیفیسیل، کم‌خونی همولیتیک، بیماری‌های کیسه صفرا و تشنج اشاره کرد. مصرف این دارو در افرادی که دچار آنافیلاکسی نسبت به پنی‌سیلین شده‌اند توصیه نمی‌شود، اما ممکن است در کسانی که واکنش‌های خفیف‌تری داشته‌اند به‌کار رود. شکل وریدی سفتریاکسون نباید همراه با کلسیم وریدی تجویز شود. شواهدی وجود دارد که نشان می‌دهد سفتریاکسون در دوران بارداری و شیردهی نسبتاً بی‌خطر است. این دارو یک سفالوسپورین نسل سوم است که با جلوگیری از ساخت دیواره سلولی توسط باکتری‌ها عمل می‌کند. سفتریاکسون در سال ۱۹۷۸ ثبت اختراع شد و در سال ۱۹۸۲ مجوز استفادهٔ پزشکی دریافت کرد. این دارو در فهرست داروهای ضروری سازمان جهانی بهداشت قرار دارد. همچنین به‌صورت داروی ژنریک در دسترس است.

## موارد مصرف
سفتریاکسون در درمان عفونت‌های ناشی از باکتری‌های گرم مثبت و گرم منفی حساس به دارو از جمله عفونت استخوان و مفاصل، پنومونی و پنومونی باکتریایی، عفونت‌های پوستی و بافت‌های نرم، اوتیت مدیا و عفونت‌های مجاری ادرار مصرف می‌شود. سفتریاکسون برای درمان تجربی مننژیت باکتریایی نیز مورد استفاده قرار می‌گیرد زیرا مؤثرترین عامل ضد استرپتوکوک پنومونیه است. همچنین سفتریاکسون انتخاب بسیار خوبی در درمان سوزاک و سالمونلا است.

## موارد منع مصرف
در صورت حساسیت به داروهایی مانند سفازولین و سفاکور نباید از سفتریاکسون استفاده شود. در صورت نارسایی کلیه‌ها مصرف سفتریاکسون می‌تواند خطرناک باشد. در نوزادان نارس و زیر ۳۰روز منع مصرف مطلق دارد.

## مکانیسم اثر
مانند پنی سیلین‌ها بر دیواره باکتری‌ها مؤثرند. سفتریاکسون از طریق مهار سنتز دیواره سلول باکتری موجب ناپایداری اسموتیک باکتری شده و آثار باکتریسیدی دارد.

## مرگ مشکوک با مصرف سفتریاکسون
بخشنامه: با توجه به ثبت ۷۱ مورد مرگ مشکوک به مصرف سفتریاکسون طی سال‌های ۱۳۷۷ الی شهریور ۱۳۹۰ در مرکز ADR ایران ونظر به اینکه این فراورده بیشترین تعداد عوارض (۲۳۸۸ مورد از ۲۸۲۵۱ مورد بیمار دچار عارضه به ثبت رسیده در مرکز ADR ایران) ونیز بیشترین تعداد موارد مرگ مرتبط با مصرف دارو را در بانک اطلاعاتی عوارض به ثبت رسیده در مرکز ADR ایران به خود اختصاص می‌دهد رعایت موارد زیر توسط کلیه شاغلین حرف پزشکی در تمامی مراکز دولتی و خصوصی الزامی است. بدیهی است عدم رعایت موارد زیر پیگرد قانونی خواهد داشت و بر اساس قانون برخورد خواهد شد.
۱. تجویز و مصرف سفتریاکسون در مواردی مانند سرماخوردگی وسایر مواردی که ازجمله موارد مصرف تأیید شده این فراورده نیست جداً خودداری شود.
۲. از تزریق سریع وریدی سفتریاکسون جداً خودداری شده، انفوزیون وریدی در محلول مناسب حداقل ۱۵ الی ۳۰ دقیقه به طول انجامد.
1. پیش از تجویز یا تزریق سفتریاکسون حتماً در مورد سابقه حساسیت داروئی بیمار نسبت به سفتریاکسون یا سایر سفالوسپورین‌ها (مانند سفالکسین، سفیکسیم، سفتازیدیم، سفازولین و…) یا پنی سیلینها از بیمار سؤال شود. مصرف سفتریاکسون در بیماران با سابقه حساسیت به سفتریاکسون یا سایر سفالوسپورین‌ها ممنوع می‌باشد. همچنین با توجه به حساسیت متقاطع پنی سیلین‌ها و سفالوسپورین‌ها در صورت وجود سابقه حساسیت به پنی سیلین‌ها نیز تجویز این فراورده فقط در مواقع بسیار ضروری و با احتیاط فراوان صورت پذیرد.
2. تزریق سفتریاکسون باید صرفاً توسط افراد مجرب، در مراکز مجهز به سیستم احیاء انجام گیرد و از تزریق توسط افراد غیر حرفه‌ای یا در مکان‌های غیر از مراکز درمانی مجهز به امکانات احیاء جداً خودداری شود.
3. مصرف همزمان سفتریاکسون با محلول‌ها یا فراورده‌های حاوی کلسیم در نوزادان حتی به صورت انفوزیون از رگ‌های متفاوت ممنوع می‌باشد.

۶. حتی الامکان از مصرف محلول‌ها یا فراورده‌های حاوی کلسیم تا ۴۸ ساعت پس از آخرین دوز سفتریاکسون در تمام گروه‌های سنی اجتناب گردد.
1. مصرف سفتریاکسون در نوزادان مبتلا به هایپربیلی‌روبینمیا، به ویژه نوزادان زودرس ممنوع می‌باشد. مطالعات نشان داده است که سفتریاکسون قادر به جابجایی بیلی‌روبین از محل اتصال به آلبومین سرم می‌باشد ولذا امکان ایجاد آنسفالوپاتی ناشی افزایش بیلی روبین در این بیماران مطرح می‌باشد.
2. استفاده از رقیق‌کننده‌های حاوی کلسیم مانند محلول رینگر به منظور آماده‌سازی سفتریاکسون جهت تزریق ممنوع می‌باشد.
3. مسئولین فنی داروخانه‌ها باید از تحویل بدون نسخه این فراورده (همانند سایر داروهای تحت نسخه) جداً خودداری نمایند، بدیهی است تحویل بدون نسخه دارو توسط داروخانه پیگرد قانونی خواهد داشت و بر اساس قانون برخورد خواهدشد.

## عوارض جانبی
واکنش‌های آلرژیک مانند کهیر و ضایعات جلدی و علایم حساسیت مفرط شامل شوک آنافیلاکتیک، سفتریاکسون در صفرا ته‌نشین می‌شود و باعث ایجاد سنگ‌های کاذب صفرا در اثر رسوب دارو می‌گردد.

## نحوه و میزان مصرف
سفتریاکسون تنها به صورت ویال (آمپول )های قابل تزریق تولید می‌شود و به صورت عضلانی و وریدی قابل استفاده است ولی تزریق عضلانی این دارو می‌تواند دردناک باشد و بیشتر به صورت وریدی مصرف می‌شود. سفتریاکسون قبل از تزریق ورید باید حتماً داخل سرم رقیق شود و به آهستگی تزریق گردد. رقیق سازی سفتریاکسون در سرم رینگر می‌تواند موجب رسوب دارو شود و تداخل دارویی ایجاد می‌کند. همچین قبل از تزریق عضلانی نیز باید محتویات ویال در ۵ سی سی آب مقطر رقیق شود.
میزان مصرف سفتریاکسون نیز بستگی به نوع بیماری و هدف درمانی دارد. برای مقاصد پیشگیری از عفونت این دارو به صورت به صورت تک دوز یک گرم ۳۰ دقیقه تا ۲ ساعت قبل از عمل جراحی تجویز می‌شود. اما برای درمان عفونت‌های مختلف از جمله سوزاک، پنومونی و … لازم است دارو هر ۱۲ ساعت یک بار تجویز شود.